# Въстание (2000)
Въстание (на английски: Insurrextion) е първото годишно pay-per-view събитие от поредицата Въстание, продуцирано от Световната федерация по кеч (WWF). Събитието се провежда на 6 май 2000 г. в Лондон, Англия.

## Резултати
| №                                         | Резултати                                                                                         | Правила                                        | Време |
| ----------------------------------------- | ------------------------------------------------------------------------------------------------- | ---------------------------------------------- | ----- |
| 1                                         | Много яко (Гранд Мастър Секси и Скоти Ту Хоти) побеждават Радикалите (Дийн Маленко и Пери Сатърн) | Отборен мач                                    | 07:00 |
| 2                                         | Кейн (с Пол Беърър) поб. Бул Бучанън                                                              | Индивидуален мач                               | 03:31 |
| 3                                         | Роуд Дог (с Тори) поб. Брадшоу                                                                    | Индивидуален мач                               | 05:58 |
| 4                                         | Котката (с Мей Йънг) поб. Тери Рънълс (с Невероятната Мула)                                       | Мач Канадска борба                             | 00:34 |
| 5                                         | Рикиши и Шоукиши поб. Дъдли бойз (Бъба Рей Дъдли и Дивон Дъдли)                                   | Отборен мач                                    | 07:10 |
| 6                                         | Кърт Енгъл поб. Крис Беноа                                                                        | Индивидуален мач                               | 06:04 |
| 7                                         | Британския Булдог поб. Краш Холи (ш)                                                              | Хардкор мач за Хардкор титлата на WWF          | 03:37 |
| 8                                         | Харди бойз (Джеф Харди и Мат Харди) поб. Острието и Крисчън (ш) чрез дисквалификация              | Отборен мач за Световните отборни титли на WWF | 12:53 |
| 9                                         | Еди Гереро (ш) (с Чайна) поб. Крис Джерико                                                        | Индивидуален мач за Европейската титла на WWF  | 12:56 |
| 10                                        | Скалата (ш) поб. Трите Хикса (със Стефани Макмеън–Хелмсли) и Шейн Макмеън (с Г-н Макмеън)         | Мач Тройна заплаха за Титлата на WWF           | 15:37 |
| - (ш) – указва шампиона/шампионите в мача |                                                                                                   |                                                |       |